# ASP.NET MVC Framework
El ASP.NET MVC Framework es un framework de aplicaciones web que implementa el patrón modelo-vista-controlador (MVC).
Basado en ASP.NET, permite a los desarrolladores de software construir una aplicación web como una composición de tres funciones: modelo, vista y controlador.
En marzo de 2009 se hizo pública la primera versión de ASP.NET MVC. El patrón de arquitectura MVC (model-view-controller) no es nuevo (data de 1979) ni es algo que haya inventado Microsoft. Existen muchos frameworks de desarrollo web populares que utilizan MVC, como por ejemplo Ruby on Rails, Spring o Apache Struts. MVC es un patrón de arquitectura que ayuda a crear una separación lógica entre el modelo (información y lógica de negocio), la vista (la lógica de presentación) y el controlador (intermediario entre la vista y el modelo).
Uno de los pilares básicos de ASP.NET MVC es el concepto de enrutamiento (routing), lo que permite a las aplicaciones aceptar peticiones a URL que no se corresponden con ficheros físicos en el servidor. Por ejemplo, en ASP.NET Web Forms las URL tienen el siguiente formato “http://website/products.aspx?category=dvd” en el que físicamente existe un fichero products.aspx en la raíz del sitio web. En MVC la misma URL tendría el siguiente aspecto “http://website/products/dvd” sin que el servidor web necesariamente contenga una carpeta products con una subcarpeta DVD. De forma predeterminada, ASP.NET MVC enruta las peticiones al controlador y a la vista adecuada en función del URL. Es decir, en el ejemplo anterior, nos devolverá la vista DVD del controlador products.